# Małe Chochołowskie Wywierzysko
Małe Chochołowskie Wywierzysko lub Małe Chochołowskie Źródło – niewielkie wywierzysko w Dolinie Chochołowskiej w polskich Tatrach Zachodnich. Znajduje się po zachodniej stronie Chochołowskiego Potoku, naprzeciwko Wywierzyska Chochołowskiego.
Małe Chochołowskie Wywierzysko znajduje się na wysokości około 990 m n.p.m. przy zachodnim skraju Polany pod Jaworki. Ma wydajność około 20 l/s. Zasilane jest prawdopodobnie wodą wypływająca podziemnymi przepływami z doliny Głębowiec, a także wodą z ponorów w wyżej położonym korycie Chochołowskiego Potoku (potok ten gubi część wody przy Wyżniej Bramie Chochołowskiej).